# Leonhard Friedrich (Politiker)
Leonhard Friedrich (auch: Friederich) (* 7. November 1788 in Langerringen; † 24. Juni 1862 in Bamberg) war ein deutscher Pfarrer und Politiker.

## Leben
Friedrich studierte von 1804 bis 1810 Philosophie und Katholische Theologie am Lyzeum in Dillingen. 1811 wurde er in Augsburg zum Priester geweiht. Vor 1848 wurde er zum Dr. theol. h.c. ernannt.
Er war von 1811 bis 1816 Kaplan in Donauwörth und Langerringen und von 1816 bis 1821 Pfarrverweser in Medingen. Zwischen 1821 und 1827 war er Pfarrer in Staufen und von 1827 bis 1846 Stadtpfarrer in Gundelfingen. Von 1827 bis 1841 war er auch Distriktsschulinspektor im Landgerichtsbezirk Lauingen und von 1837 bis 1846 Dekan der Geistlichkeit des Landkapitels Lauingen. Zwischen 1846 und 1862 wirkte er als Dompropst in Bamberg und war dort seit 1846 auch Vorstand des Metropolitangerichts und später Direktor des Geistlichen Rats.

## Politik
Von 1829 bis 1830 war er Mitglied des Landrats für den Oberdonaukreis. Zwischen 1837 und 1847 gehörte er der Kammer der Abgeordneten der Ständeversammlung des Königreichs Bayern an und war dort von 1845 bis 1847 der 2. Präsident. Er wurde als Vertreter des Wahlkreises Oberdonaukreis bzw. Schwaben in der Klasse IIIa gewählt. Er gehörte 1837 bis 1643 dem II. Ausschuss für Steuern an und war auch Sekretär des Ausschusses. Weiterhin war er Mitglied der Deputation zur Anzeige der Konstituierung der Kammer der Abgeordneten (4. Dezember 1845) und der Deputation zur Überreichung der Dankadresse (13. Dezember 1845). Bis zum Landtag 1842/43 gehörte er der liberalen Opposition an. Danach wechselte er ins regierungstreue Lager. Nachdem er sich aus Sicht der Regierung als zuverlässig erwiesen hatte, ernannte der König ihn gegen erhebliche Widerstände zum Dompropst in Bamberg. Nach dieser Ernennung musste er aus dem Landtag ausscheiden und Albert Höfer wurde sein Nachfolger.
Vom 18. Mai 1848 bis zum 25. Mai 1849 vertrat er den Wahlkreis 2. Oberpfalz (Neumarkt) in der Frankfurter Nationalversammlung. Im Parlament blieb er fraktionslos und stimmte mit der Rechten. Er gehörte zu den Abgeordneten, die gegen die Wahl Friedrich Wilhelms IV. zum Kaiser der Deutschen stimmten. Ab dem 25. Aug. 1848 war er Mitglied im Finanzausschuss. Von Juni bis Dezember 1848 gehörte er dem Katholischen Club in Frankfurt am Main an.